# International Journal of Middle East Studies
International Journal of Middle East Studies (Int. J. Middle East Stud.) — международный востоковедческий научный журнал, издаваемый издательством Кембриджского университета от имени американской Ассоциации исследователей Ближнего Востока.
В журнале публикуются статьи, посвящённые политике, культуре и истории Ближнего Востока с возникновения ислама до наших дней. Реже публикуются статьи, посвящённые ближневосточным аспектам истории и культуры постсоветского пространства, Испании, Юго-восточной Европы и некоторых частей Африки и Южной Азии. Каждый выпуск насчитывает около 50 страниц.
Главный редактор — Джоэль Гордон из Арканзасского университета. Журнал основан в 1970 году. Первоначально издавался Ассоциацией исследователей Ближнего Востока, а затем был продан CUP. Место издания — Нью-Йорк.
Редакторы в прошлом — Стэнфорд Шоу, Бэт Барон, Аркам Хатер и пр.